# Ipotonia muscolare
L'ipotonia muscolare è una riduzione del tono muscolare. Si tratta di una manifestazione clinica presente in differenti malattie come condizione secondaria derivata, in particolar modo quelle del sistema nervoso e del sistema muscolare. Un tipo particolare è la floppy infant syndrome (ipotonia nel lattante).

## Differenza tra ipotonia e debolezza
Per debolezza muscolare (ipostenia) si intende la ridotta capacità di contrazione muscolare, diminuito tono e capacità funzionale del muscolo, a volte con ipotrofia o atrofia muscolare. Si associa spesso a ipotonia, in particolare nelle cause periferiche dell'ipotonia neonatale, ma i due fenomeni devono essere tenuti ben distinti poiché è possibile trovare un paziente ipotonico con normale forza muscolare ma con affaticabilità (astenia), o un paziente ipostenico senza ipotonia.

## Eziologia
Le cause di ipotonia possono essere a vari livelli, e coinvolgere il primo motoneurone, il secondo motoneurone, gli assoni, la placca motrice o il muscolo.
Si distinguono principalmente ipotonie periferiche e ipotonie centrali.
L'ipotonia muscolare può essere generalizzata, quando coinvolge indistintamente più gruppi muscolari, oppure localizzata. Le prime sono comuni nella lipotimia e nello shock, mentre sono rare nella malattie che coinvolgono il sistema extrapiramidale; le seconde sono tipicamente forme di paralisi flaccida dovute al coinvolgimento del II motoneurone, che in seguito possono espandersi a più muscoli. L'ipotonia compare in alcune malattie neurologiche del sistema nervoso centrale ed extrapiramidale o dei motoneuroni in genere solo all'inizio, è questo il caso di patologie come la sclerosi laterale amiotrofica o malattia di Parkinson, caratterizzate da ipertonia o spasticità (spasticità e ipotonia possono anche coesistere, come nella paralisi cerebrale infantile).
L'ipotonia è tipica anche di molte miopatie (assieme a manifestazioni come debolezza, contratture, crampi, ad esempio nelle distrofie muscolari), della crisi miastenica, di lesioni del secondo motoneurone come l'atrofia muscolare progressiva, l'atrofia muscolare spinale, della poliomielite, e di molte neuropatie (es. sindrome di Guillain-Barré, malattia di Charcot-Marie-Tooth) e della sclerosi multipla. Essa può essere transitoria o permanente, multifattoriale o idiopatica.

### Ipotonia congenita benigna
Una leggera ipotonia, presente fin dall'infanzia e senza difficoltà di camminata, è detta ipotonia congenita benigna. Spesso interessa in particolare i muscoli erettori della colonna e paravertebrali. Le alterazioni dei dischi intervertebrali (discopatia) possono essere presenti, in caso di cifosi da ipotonia congenita, solo in seguito allo sviluppo, non come causa della cifosi come nell'osteocondrosi, ma come effetto dell'ipotonia muscolare che causa la cifosi stessa. L'ipotonia dei soli muscoli addominali è fisiologica fino a 9-10 anni.

## Conseguenze
Gli ipotonici possono essere anche ipostenici, avere difficoltà di deambulazione o facile affaticamento (dato lo sforzo per mantenere il tono muscolare), e sviluppare con facilità deformità scheletriche, come scoliosi, cifosi non osteocondrotica (cosiddetta ipercifosi astenica), lordosi, problemi artroscheletrici, piede cavo, tendinopatia e disturbi vertebrali, specie se in presenza anche di posture scorrette e iper-lassità legamentosa (es. spondilolistesi, sindrome di Ehlers-Danlos).
Questi problemi vertebrali derivanti da scarso tono muscolare possono causare anche ernie in diverse parti del corpo (ernia del disco, ernia inguinale, ernia addominale...) da sforzo e da debolezza, e conseguenti stenosi spinale e radicolopatia, peggiorando i disturbi muscolari.

## Cause genetiche
- Sindrome di Down
- Delezione 22q13
- Deficit di 3-Methylcrotonyl-CoA carbossilasi[5]
- Disordine da deficit di cdkl5
- Acondroplasia
- Sindrome di Aicardi
- Malattia di Canavan
- Miopatia Centronucleare (compresa la miopatia miotubulare)
- Central core disease
- Sindrome di Cohen
- Sindrome di Riley-Day
- Sindrome FG
- Sindrome dell'X fragile
- Sindrome di Griscelli Type 1
- Nanismo ipofisario
- Deficit di Holocarboxylase Sintetasi / Multiple Carboxylase Deficiency[6]
- Atrofia muscolare spinale infantile come Werdnig-Hoffman
- Malattia di Krabbe
- Malattia di Leigh
- Malattia di Pompe
- Paralisi periodica ipocaliemica
- Sindrome di Marfan
- Sindrome di Menkes
- Acidemia Metilmalonica
- Distrofia miotonica
- Distrofia di Duchenne
- Distrofia muscolare di Becker
- Malattia di Charcot-Marie-Tooth
- Sindrome di Dejerine-Sottas (HMSN tipo III)
- Malattia di Niemann-Pick
- NKH o Glycine encephalopathy (GCE)
- Sindrome di Prader-Willi
- Sindrome di Rett
- Displasia Setto-ottica o Sindrome di De Morsier
- Atrofia muscolare spinale (SMA)
- Succinic semialdehyde dehydrogenase deficiency (SSADH)
- Malattia di Tay-Sachs
- Sindrome di Patau
- Sindrome di Williams-Beuren

## Cause date da alterazioni dello sviluppo
- Atassia cerebellare (congenita)
- Disfunzione di integrazione sensoriale
- Disprassia
- Ipotiroidismo congenito
- Paralisi cerebrale infantile
- Teratogenesi da esposizione a Benzodiazepine

## Cause infettive e autoimmunitarie
- Encefalite
- Botulismo
- Meningite
- Paralisi flaccida
- Poliomielite
- Sepsi
- Mielite trasversa
- Sindrome di Guillain-Barré
- Sclerosi multipla
- Polineuropatia demielinizzante infiammatoria cronica (CIDP)